# Campionato mondiale militare di scherma 1994
Il Campionato mondiale militare di scherma del 1994 ("1994 World Military Fencing Championships") è stato organizzato dalla Federazione internazionale della scherma e si è svolto a Mazara del Vallo in Italia dal 1º al 8 ottobre.
Nel fioretto, si sono aggiudicati i titoli di campione e campionessa mondiale militare il polacco Piotr Kielpikowski, che ha battuto in finale il russo Dimitri Chevtchenko, e la tedesca Monica Weber.
Nella spada il russo Pavel Kolobkov ha battuto in finale l'italiano Stefano Andrini, ottenendo il titolo mondiale militare maschile, mentre tra le donne ha vinto la bielorussa Marina Grigorian.
Nella sciabola il russo Stanislav Pozdnyakov prevale sul polacco Janusz Olech.
Nel campionato mondiale militare a squadre maschili, la nazionale italiana ha prevalso nella finale del fioretto contro la Russia, mentre la nazionale russa ha vinto nella spada contro la formazione bielorussa, ed infine la nazionale russa ha vinto il titolo della sciabola.
Nel campionato mondiale militare a squadre femminili, la nazionale rumena ha vinto il titolo nel fioretto e la Russia ha vinto nella spada.

## Podi

### Uomini
| Specialità  | Oro                                                                   | Argento                                                           | Bronzo                                                 |
| Individuali |                                                                       |                                                                   |                                                        |
| Fioretto    | Piotr Kielpikowski                                                    | Dimitri Chevtchenko                                               | Giorgio Stea                                           |
| Spada       | Pavel Kolobkov                                                        | Stefano Andrini                                                   | Kimjeong Goang                                         |
| Sciabola    | Stanislav Pozdnyakov                                                  | Janusz Olech                                                      | Alexandre Tchernychov                                  |
| A squadre   |                                                                       |                                                                   |                                                        |
| Fioretto    | Italia Daniele Crosta Fabio Maria Galli Giorgio Stea -                | Russia Dimitri Chevtchenko Anvar Ibragimov Ilgar Mamedov -        | Austria Marco Falchetto Michael Ludwig Joachim Wendt - |
| Spada       | Russia Pavel Kolobkov Andrei Tcherniev Valerij Zacharevič -           | Bielorussia Andrei Murashko Vladimir Plychevski Vital' Zacharaŭ - | Ucraina Oleksandr Gorbachuk Alexandre Tatarkin -       |
| Sciabola    | Russia Grigorij Kirienko Stanislav Pozdnyakov Alexandre Tchernychov - | -                                                                 | -                                                      |

### Donne
| Specialità  | Oro          | Argento | Bronzo |
| Individuali |              |         |        |
| Fioretto    | Monica Weber | -       | -      |
| Spada       | -            | -       | -      |
| A squadre   |              |         |        |
| Fioretto    | Romania -    | -       | -      |
| Spada       | Russia -     | -       | -      |